# Sanharib Malki
Sanharib Malki Sabah (arab سنحاريب ملكي; ur. 1 marca 1984 w Al-Kamiszli) – syryjski piłkarz, grający na pozycji napastnika.

## Kariera klubowa
Sanharib Malki rozpoczął swoją zawodową karierę w 2002 roku w drugoligowym belgijskim klubie Royale Union Saint-Gilloise. W latach 2006–2007 występował pierwszoligowym KSV Roeselare. W latach 2007–2009 był zawodnikiem Germinalu Beerschot.
Od 2009 do 2011 roku był zawodnikiem KSC Lokeren. W 2011 roku był wypożyczony do Panthrakikosu, a następnie sprzedany do Rody Kerkrade, w której strzelił 42 gole w 65 meczach. W 2013 roku przeszedł do Kasımpaşa SK. W 2017 grał w Al-Wakrah SC, a w 2018 w Fatih Karagümrük.

## Kariera reprezentacyjna
W reprezentacji Syrii Malki zadebiutował w 2008 roku. W 2011 został powołany na Puchar Azji. Dotychczas rozegrał w reprezentacji 9 spotkań i strzelił 1 bramkę.